# Kap Fligely
Das Kap Fligely (russisch Мыс Флигели Mys Fligeli) ist der nördlichste Landpunkt Eurasiens. Das nach dem österreichischen Kartographen August von Fligely benannte Kap, das erstmals 1874 von der Österreichisch-Ungarischen Nordpolexpedition unter der Leitung von Julius Payer und Carl Weyprecht erreicht wurde, befindet sich auf der Rudolf-Insel und gehört geographisch zu Franz-Josef-Land.